# Jhovan
Jhovan Tomašević Herbozo (Lima; 17 de agosto de 1976), conocido simplemente como Jhovan Tomasevich o por su nombre artístico Jhovan, es un cantante y compositor peruano de ascendencia croata.
Vocalista de importantes bandas de rock peruano, su primera banda Huelga de Hambre (1994-actualidad), fue una banda de estilo alternativo influenciada por importantes movimientos de aquella época como el grunge. Tras la disolución de su primera banda, en 2000, formó Zen (2002-presente), con la que consiguió atraer la atención de medios nacionales y extranjeros, como MTV, que los nominó en 2003. Tras la disolución temporal de Zen a mediados de 2009 empezó una carrera como solista. Desde 2008 paralelamente lleva el proyecto de Mabela Martínez, Tenores, donde comparte roles con Jorge Pardo, Moshe Bautista y Aldo Rodríguez (vocalista de la banda Space Bee).

## Carrera con Huelga de Hambre
La banda se formó en 1994 tocando covers de grupos como Soundgarden y Pearl Jam. En 1998 la banda lanza su primera y única producción titulada Máquina y Espíritu. En febrero de 1999 participaron del Festival Pululahua 99' Rock desde el Volcán en Ecuador y en octubre del mismo año participaron del Rock al parque en Colombia.

## Carrera con Zen
Zen grabó cuatro discos, 3 de estudio y uno en vivo: Zen (2002), Desenchufado en la Noche de Barranco (en vivo 2004), Revelación (2005) y Horizonte (2007). En 2003 la banda es nominada en los MTV Video Music Awards Latinoamérica 2003 en la categoría Mejor Artista Nuevo - Centro. En 2007 el álbum Horizonte fue elegido por la revista Rolling Stone como uno de los 50 mejores del 2007, fruto de este disco el portal Terra los elige como la mejor banda del 2007. En febrero de 2008, la banda fue nominada en los Premios APDAYC 2008 como Mejor Artista Rock del año. En enero de 2009, la banda compartió escenario con el grupo de rock alternativo Soul Asylum, en el concierto que esta banda realizó en Lima.
Desde 2013, Zen están reunidos y en 2014 publicaron su cuarto disco de estudio "Aquí y ahora".

## Carrera como solista
Para junio del año 2009, se reunió con quien era hasta ese entonces el tecladista de apoyo de Zen, Gonzalo Landázuri, y empezaron a producir lo que sería su primer disco como solista que lleva por nombre La señal. Grabado en Perú y masterizado en Los Ángeles por el productor e ingeniero de sonido German Villacorta.
Es un disco de rock sólido, con raíces de la música de los 70´s hasta sonidos más actuales,
pasando por el hard rock, pop, soul y funk, dándole varios matices a los aproximadamente 50 minutos que registra. El disco se lanzó oficialmente en noviembre de 2009. Como primer sencillo se desprendió el tema "Celebración" cuyo videoclip fue grabado en Paracas. Para mediados de noviembre participó del Movistar Expo Rock realizado en Trujillo, donde compartió escenario con Hombres G y Miki González. En diciembre tocó parte de su nuevo repertorio junto a la banda de rock Lucybell, quienes estaban de gira por Perú. También lanzó nuevas versiones de temas conocidos de su anterior banda que fueron compuestos por él.
Para enero de 2010 lanzó el segundo sencillo, el tema "Todo lo que tengo". En marzo fue nominado en la tercera edición de los Premios APDAYC en la categoría Artista / Grupo del año. En mayo participó del Molirock donde se presentó junto a Mar de copas y Amén. En junio se lanzó el tercer sencillo, el tema "Siempre alguien" que contó con el segundo videoclip del disco, video en el que Jhovan tiene como co-protagonista a la modelo Melissa Loza. En julio participó del evento bandas de Garage, concurso organizado por la Radio Studio 92. En agosto interpretó el tema oficial de la Teletón 2010 en Perú junto a Jean Paul Strauss y Anna Carina y participó de la Maratón Terra 2010 junto a otras importantes banda locales, evento que duró 12 horas seguidas bajo la conducción de Eddu Saetone y Emilia Drago. En septiembre de 2010 participa en la banda sonora de la primera novela de MTV Latinoamérica llamada Niñas Mal. Es invitado para abrir el concierto que la banda estadounidense Bon Jovi ofrecería en Lima el 29 de septiembre en el estadio de la Universidad Nacional Mayor de San Marcos, en donde tuvo una aceptable presentación para los aproximadamente 50 mil fanes que estaban en el estadio aguardando a la banda norteamericana. El 13 de noviembre toca en el Jardín de la Cerveza, evento realizado en la ciudad de Arequipa, junto a Andrés Calamaro y Pelo Madueño. El 27 de noviembre participa del Movistar Expo Rock, evento que se llevó a cabo en la ciudad de Trujillo.
A inicios del 2011 anuncia la grabación de su segunda producción como solista. El 6 de marzo estrenó el tercer videoclip y cuarto sencillo de su disco La Señal, el tema "Cuando amas". Durante este periodo realizaría presentaciones en Lima y en provincias junto a otros artistas como Diego Dibós, Afrodisiaco, entre otros  participando de festivales en Lima. En noviembre presentó su disco Esencia imperfecta. A finales del año 2012, Jhovan graba la canción "Comenzar de nuevo", la cual formó parte del soundtrack de la serie Al fondo hay sitio.

## Otras participaciones
En 2004 fue jurado del programa de talentos Star Pop. En 2013 condujo El solista para Radio Oxígeno.
Desde 2024, es copresentador del programa digital Nadie se salva, junto a Gabriel Calvo y Pablo Saldarriaga, para la RoRo Network.

## Discografía
Con Huelga de Hambre
- Máquina y Espíritu (1998)
- Huelga de Hambre - Demo (2001)
- #M4E120 (EP, 2018)

Con Zen
- Zen (2002)
- Desenchufado en La Noche de Barranco (2004)
- Revelación (2005)
- Horizonte (2007)
- Aquí y ahora (2014)
- AQVA (2018)
- Eclipse y Quimera (2020)

Como solista
- La señal (2009)
- Esencia imperfecta (2011)